# Iiyama
Iiyama (飯山市 -shi) é uma cidade japonesa localizada na província de Nagano.
Em 2003 a cidade tinha uma população estimada em 25 566 habitantes e uma densidade populacional de 126,36 h/km². Tem uma área total de 202,32 km².
Recebeu o estatuto de cidade a 1 de Agosto de 1954.